# Степ (Шепетівський район)
Степ — село в Україні, в Ленковецькій сільській територіальній громаді Шепетівського району Хмельницької області. Населення становить 56 осіб.

## Географія
Селом протікає річка Руда, права притока Безіменної.

## Історія
У 1906 році фільварок Сульжинської волості Ізяславського повіту Волинської губернії. Відстань від повітового міста 26 верст, від волості 3. Дворів 4, мешканців 39.
7 (20) листопада 1917 року, відповідно до Третього Універсалу Української Центральної Ради, увійшло до складу Української Народної Республіки.

## Населення

### Мова
Розподіл населення за рідною мовою за даними перепису 2001 року:
| Мова       | Кількість | Відсоток |
| ---------- | --------- | -------- |
| українська | 56        | 100%     |

## Люди
В селі народився Капелюх Микола Кононович (1936—2008) — майстер художнього оброблення дерева і металу.